# Stazione di Den Haag Mariahoeve
Den Haag Mariahoeve, è una delle stazioni ferroviarie secondarie della città de L'Aia, situata al confine delle municipalità de L'Aia stessa e di Leidschendam-Voorburg nei Paesi Bassi. La stazione ferroviaria, inaugurata il 22 maggio 1966, ha due banchine laterali e una banchina mediana. Alla stazione fermano i treni locali (Sprinter) che collegano L'Aia con Haarlem e con l'aeroporto di Schiphol.